# Abdon Pamich
Abdon Pamich (Fiume, 3 ottobre 1933) è un ex marciatore italiano, campione olimpionico ed europeo, nonché 40 volte campione italiano su varie distanze.

## Biografia
Abdon Pamich è stato uno degli atleti italiani più medagliati nella specialità dei 50 km di marcia ai Giochi olimpici, evento a cui prese parte per cinque volte; vinse la medaglia di bronzo alle Olimpiadi di Roma nel 1960 e la medaglia d'oro alle Olimpiadi di Tokyo nel 1964. Di quella gara resta memorabile l'episodio che lo vide protagonista: a causa di un tè freddo, Pamich ebbe una crisi intestinale: "Per avere un minimo di intimità c'era prevista una stazione al km 35, troppo lontano... Ho provveduto coperto da alcuni addetti del servizio d'ordine...", rimontò e superò tutti gli avversari, andando a vincere.
Il 19 novembre 1961 sulla pista dello Stadio Olimpico di Roma ha stabilito il record mondiale dei 50000 m di marcia (125 giri di pista lunga 400 metri), con il tempo di 4h14'02"4. È stato inoltre il portabandiera del tricolore italiano durante la cerimonia d'apertura delle Olimpiadi di Monaco di Baviera del 1972.
Profugo fiumano dopo la fine della seconda guerra mondiale, crebbe nel campo di raccolta di Novara per poi trasferirsi con la famiglia a Genova, dove iniziò la sua carriera sportiva. Si è sempre impegnato per la conservazione della memoria storica della comunità giuliano-dalmata in Italia e in particolare a Roma, anche come membro della Società di Studi Fiumani. In questa veste, nel febbraio 2016 è stato testimonial della "Corsa del ricordo".

## Palmarès
| Anno | Manifestazione          | Sede              | Evento       | Risultato | Prestazione | Note            |
| ---- | ----------------------- | ----------------- | ------------ | --------- | ----------- | --------------- |
| 1955 | Giochi del Mediterraneo | Barcellona        | Marcia 50 km | Oro       | 5h03'33"    |                 |
| 1956 | Giochi olimpici         | Melbourne         | Marcia 20 km | 11º       | 1h36'03"6   |                 |
| 1956 | Giochi olimpici         | Melbourne         | Marcia 50 km | 4º        | 4h39'00"0   |                 |
| 1958 | Europei                 | Stoccolma         | Marcia 50 km | Argento   | 4h19'58"6   |                 |
| 1960 | Giochi olimpici         | Roma              | Marcia 50 km | Bronzo    | 4h27'55"4   |                 |
| 1962 | Europei                 | Belgrado          | Marcia 50 km | Oro       | 4h19'47"0   |                 |
| 1963 | Giochi del Mediterraneo | Napoli            | Marcia 50 km | Oro       | 4h33'13"    |                 |
| 1964 | Giochi olimpici         | Tokyo             | Marcia 50 km | Oro       | 4h11'12"4   | Record olimpico |
| 1966 | Europei                 | Budapest          | Marcia 50 km | Oro       | 4h18'42"0   |                 |
| 1968 | Giochi olimpici         | Città del Messico | Marcia 50 km | dnf       | dnf         |                 |
| 1971 | Giochi del Mediterraneo | Smirne            | Marcia 50 km | Oro       | 4h21'21"    |                 |
| 1972 | Giochi olimpici         | Monaco            | Marcia 50 km | dq        | dq          |                 |

## Campionati nazionali

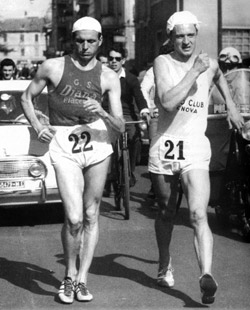
Abdon Pamich (a destra) negli anni 1960.

- 13 volte campione nazionale assoluto di marcia 10000 m (1956, 1958, 1959, 1960, 1961, 1962, 1963, 1964, 1965, 1966, 1967, 1968, 1969)
- 13 volte campione nazionale assoluto di marcia 20 km (1958, 1959, 1960, 1961, 1962, 1963, 1964, 1965, 1966, 1967, 1968, 1969, 1971)
- 14 volte campione nazionale assoluto di marcia 50 km (1955, 1956, 1957, 1958, 1959, 1960, 1961, 1962, 1963, 1964, 1965, 1966, 1967, 1968)

## Altre competizioni internazionali
1961
- Oro in Coppa del mondo di marcia ( Lugano), marcia 50 km - 4h25'38"

1965
- Bronzo in Coppa del mondo di marcia ( Pescara), marcia 50 km - 4h06'41"

## Riconoscimenti
- Nel maggio 2015, una targa a lui dedicata fu inserita nella Walk of Fame dello sport italiano a Roma, riservata agli ex-atleti italiani che si sono distinti in campo internazionale.[7][8]